# Jan van Luxemburg (1936-2012)
Jan Jules Henri van Luxemburg (Haarlem, 15 september 1936 - aldaar, 29 augustus 2012) was docent literatuurwetenschap aan de Universiteit van Amsterdam en publicist.

## Loopbaan
Jan van Luxemburg werd geboren en ging school in Haarlem en studeerde Klassieke talen aan de Universiteit van Amsterdam. Hij was van 1961-1970 leraar klassieke talen aan het (toen nog) meisjeslyceum Sancta Maria te Haarlem. Hij gaf daarnaast les in Latijn aan studenten Spaans van de Universiteit van Amsterdam. Later ging hij deel uitmaken van de vakgroep Literatuurwetenschap aldaar. Hij bleef ook na zijn pensionering college geven aan buitenlandse studenten van de UvA.
Van Luxemburg promoveerde in 1992 op een 'deconstructivistische' studie over het realisme in de literatuur, een reeks artikelen over Leopoldo Alas, La regenta uit 1884-1885, Amalie Skram, Constance Ring uit 1885, en Louis Couperus, De berg van licht uit 1905-1906 en Antiek toerisme uit 1911.
Hij was co-auteur van Inleiding in de literatuurwetenschap (1981) en Over literatuur (1987) (beide samen met Mieke Bal en Willem Weststeijn). Beide publicaties beleefden verschillende herdrukken.

## Persoonlijk
Hij was gehuwd met dr. Anneke van Luxemburg-Albers, en had twee kinderen.
Ter nagedachtenis aan hem is in 2015 het Jan van Luxemburg Programma ingesteld met onder andere een prijs voor mensen en/of organisaties die anderen aanzetten tot lezen.